# Смышляев, Юрий Михайлович
Юрий Михайлович Смышляев (16 апреля 1937, Уржумский район, Кировская область — 26 декабря 1983, Фрунзе, Киргизская ССР) — советский поэт и переводчик, член Союза писателей СССР (с 1967 года).

## Краткая биография
Родился в посёлке Андреевском Уржумского района Кировской области в семье учителя.
После окончания средней школы работал в районных газетах. Несколько лет провёл в Москве, где окончил Литературный институт имени А. М. Горького в 1959 году.
С 1959 жил и работал во Фрунзе (ныне Бишкек).
Умер 26 декабря 1983 года во Фрунзе Киргизской ССР.

## Творчество
Стихи Смышляев начал писать с детства. Когда он учился в восьмом классе, в одной из районных газет были опубликованы его стихи, за которые он получил премию на литературном конкурсе. После этого стихи Юрия публиковались в «Пионере», в «Юности».
Смышляев также много переводил. Первым переведённым им крупным произведением было «Мокона» — поэма нанайского поэта Андрея Пассара, перевод появился в журнале «Дальний Восток», был издан «Молодой гвардией». Он переводил с казахского, чувашского, осетинского и других языков. Юрий Михайлович переводил произведения многих киргизских писателей. Им переведены стихи и поэмы Болебалаева О., произведения Маликова К., Уметалиева Т., Джунусова К., Абылкасымовой М., Рыскулова Р., Качкынбая Артыкбаева, Джусуева С., и других. Он перевёл с балкарского языка сборник стихотворений поэта-чабана Кудаева М., а также перевёл повесть Молдокматова А. «Лавина».
Юрий Михайлович в соавторстве с Мусой Джангазиевым написал киносценарий, который получил поощрительной премию на республиканском конкурсе. Из оригинальных книг им была написана драматическая поэма «У стен Пишпека», посвящённая теме добровольного вхождения Киргизии в состав СССР.